# Campeonato Gaúcho de Futebol de 1932
O Campeonato Gaúcho de Futebol de 1932, foi a 12ª edição da competição no Estado do Rio Grande do Sul. A fórmula de reunir os campeões das regiões foi mantida. O campeão deste ano foi o Grêmio.

## Participantes
| Equipe      | Cidade            | Classificação               | Participação |
| ----------- | ----------------- | --------------------------- | ------------ |
| 14 de Julho | Itaqui            | Campeão da Região Fronteira | 1ª           |
| Grêmio      | Porto Alegre      | Campeão da Região Centro    | 9ª           |
| Pelotas     | Pelotas           | Campeão da Região Litoral   | 2ª           |
| Santa Cruz  | Santa Cruz do Sul | Campeão da Região Nordeste  | 1ª           |

## Tabela

### Semifinais
| 18 de dezembro de 1932 | Grêmio                                                | 4 – 0 | 14 de Julho-IT |  |
|                        | Gol marcado · Gol marcado · Gol marcado · Gol marcado |       |                |  |

| 21 de dezembro de 1932 | Pelotas                                                             | 5 – 1 | Santa Cruz-RS |  |
|                        | Gol marcado · Gol marcado · Gol marcado · Gol marcado · Gol marcado |       | Gol marcado   |  |

### Final
| 25 de dezembro de 1932 | Grêmio                           | 5 – 1 | Pelotas | Eucaliptos, Porto Alegre (RS) |
|                        | Foguinho · Artigas · Nenê · Lacy |       | Marcial | Árbitro: Walter Costa         |

|  | Grêmio | Pelotas |

| GRÊMIO:                 |  |               |
|                         |  |               |
| G                       |  | Lara          |
| Z                       |  | Sardinha I    |
| Z                       |  | Dario         |
| M                       |  | Heitor        |
| M                       |  | Poroto        |
| M                       |  | Sardinha II   |
| A                       |  | Lacy          |
| A                       |  | Artigas       |
| A                       |  | Luiz Carvalho |
| A                       |  | Foguinho      |
| A                       |  | Nenê          |
| Treinador:              |  |               |
| Telêmaco Frazão de Lima |  |               |

| PELOTAS:   |  |             |  |
|            |  |             |  |
|            |  |             |  |
| G          |  | Bordini     |  |
| Z          |  | Antoninho   |  |
| Z          |  | Faeco       |  |
| M          |  | Marcial     |  |
| M          |  | Mascarenhas |  |
| M          |  | Tristão     |  |
| A          |  | Benjamin    |  |
| A          |  | Russinho    |  |
| A          |  | Tutu        |  |
| A          |  | Marlo       |  |
| A          |  | Chico       |  |
| Treinador: |  |             |  |
|            |  |             |  |

| Gauchão 1932               |
| -------------------------- |
| Grêmio Campeão (5º título) |